# Eoin MacNeill
Eóin John MacNeill (en irlandés: Eóin Mac Néill; 15 de mayo de 1867– 15 de octubre de 1945) fue un intelectual irlandés, entusiasta de la lengua irlandesa, promotor del renacimiento gaélico, nacionalista, y político que desempeñó los cargos de ministro de Educación de 1922 a 1925, Ceann Comhairle del Dáil Éireann de 1921 a 1922, ministro de Industria 1919 a 1921 y ministro de Finanzas entre enero y abril de 1919. Sirvió como Teachta Dála (TD) de 1918 a 1927. Fue parlamentario  (MP) por Londonderry City de 1918 a 1922 y miembro del Parlamento de Irlanda del Norte (MP) por Londonderry de 1921 a 1925.
Figura clave del renacimiento gaélico, MacNeill fue fundador de la Liga Gaélica, para preservar la cultura y lengua irlandesas. Ha sido descrito como "el padre del estudio moderno de la historia altomedieval irlandesa".
Estableció los Voluntarios Irlandeses en 1913 y fue su Jefe del Estado Mayor. Ocupaba ese cargo durante el Alzamiento de Pascua pero no tomó parte alguna en el levantamiento o su planificación, que fue llevado a cabo por infiltrados de la Hermandad Republicana irlandesa. MacNeill intentó parar las operaciones tras enterarse del levantamiento y enfrentarse a Patrick Pearse, publicando un anuncio en el periódico a última hora avisando a los Voluntarios de que no tomaran parte. Posteriormente sería elegido miembro del Primer Dáil por el Sinn Féin.

## Primeros años
MacNeill nació como John McNeill, uno de los cinco hijos de Archibald McNeill, un panadero, marinero y mercader de clase obrera y católico, y su mujer, Rosetta McAuley, también católica. Se crio en Glenarm, Condado de Antrim, una área qué "aún retenía algunas tradiciones de la lengua irlandesa".
MacNeill fue educado en St Malachy's College (Belfast) y en Queen's College de Belfast. Desarrolló un interés especial por la historia irlandesa a la que se dedicó. Consiguió graduarse en economía, jurisprudencia e historia constitucional en 1888, y entró a trabajar en el Servicio Civil británico.
Cofundó la Liga Gaélica en 1893, junto con Douglas Hyde; MacNeill fue secretario sin retribución entre 1893 a 1897, tras lo que pasó a ser el editor inicial del diario oficial de la Liga An Claidheamh Soluis (1899–1901). Fue también editor de la Gaelic Journal de 1894 a 1899. En 1908, fue nombrado profesor de historia antigua irlandesa en el University College Dublin (UCD).
Se casó con Agnes Moore el 19 de abril de 1898 y tuvieron cuatro hijos y cuatro hijas.

## Voluntarios irlandeses
En sus comienzos, la Liga Gaélica era una organización estrictamente no política, pero en 1915 se elaboró una propuesta para abandonar esa postura y convertirse en una organización semipolítica. MacNeill apoyó fuertemente la idea y atrajo a la mayoría de delegados en la Oireachtas de 1915. Douglas Hyde, el otro cofundador de la Liga, protestante y no político, que había sido su Presidente durante 22 años, dimitió inmediatamente después.

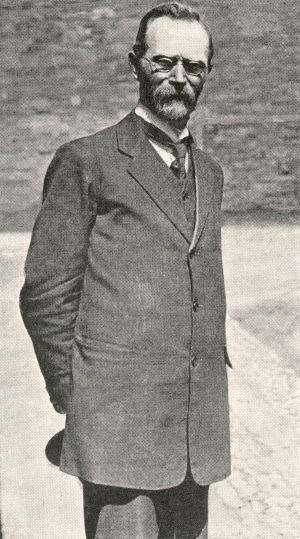
MacNeill Circa 1916

A través de la Liga Gaélica, MacNeill entró en contacto con miembros de Sinn Féin, de la Hermandad Republicana irlandesa (IRB), y otros nacionalistas y republicanos. Uno de ellos, The O'Rahilly, dirigió el periódico de la Liga, An Claidheamh Soluis, y en octubre de 1913 pidieron a MacNeill que escribiera un editorial sobre algún asunto más allá de la lengua irlandesa. MacNeill entregó un texto titulado "El norte empezó", animando la formación de una fuerza de voluntarios nacionalistas comprometida con la defensa de la Home Rule, de manera similar a como los unionistas habían hecho ese mismo año con los Ulster Volunteers en contra de la Home Rule.
Bulmer Hobson, un miembro de la IRB, se acercó a MacNeill con planes para poner la idea en práctica y, después de varias reuniones, MacNeill fue nombrado presidente del consejo que formó los Voluntarios Irlandeses, convirtiéndose posteriormente en su Jefe de Estado Mayor. A diferencia de la IRB, MacNeill se oponía a la idea de una rebelión armada, salvo para oponerse a cualquier acción en contra de los Voluntarios, considerando que había pocas posibilidades de éxito en una lucha abierta contra el ejército británico.
Los Voluntarios irlandeses estaban infiltrados por la IRB, que planeaba utilizar a la organización para lanzar una rebelión armada con el propósito de lograr la secesión de Irlanda del Reino Unido y establecer una República irlandesa. La entrada del Reino Unido en la Primera Guerra Mundial era, desde el punto de vista de la Hermandad, la oportunidad perfecta para ello. Con la cooperación de James Connolly y su Ejército de Ciudadano irlandés, un consejo secreto de cargos de la IRB planeó realizar un Levantamiento General en Pascua de 1916. El miércoles anterior al Lunes de Pascua, hicieron llegar a MacNeill una carta falsa, presuntamente robada a un alto cargo del personal británico del Castillo de Dublín, en la que se informaba que los británicos le iban a arrestar a él y a otros dirigentes nacionalistas.
Cuándo MacNeill se enteró de los planes de la Hermandad, y fue informado de que Roger Casement estaba a punto de desembarcar en Kerry con un cargamento de armas alemanas, aceptó unirse a ellos a regañadientes, creyendo que la acción británica era inminente y que la movilización de los Voluntarios estaba justificada como una acción defensiva. No obstante, después de que el cargamento fuera interceptado y Casement detenido, se enfrentó con Patrick Pearse, que se negó a detener el Alzamiento. MacNeill envió contraórdenes escritas a todas las unidades de Voluntarios del país y publicando un anuncio en el Sunday Independent cancelando las maniobras previstas. Esto propició que el número de voluntarios que tomaron parte en el alzamiento fuera mucho menor.
Pearse, Connolly y el otros decidieron continuar con el Levantamiento, pero se inició un día más tarde de lo establecido originalmente para tratar de tomar por sorpresa a las autoridades. El levantamiento se proclamó el Lunes de Pascua, el 24 de abril de 1916 y duraría menos de una semana. Después de la rendición de los rebeldes, MacNeill fue arrestado pese a no tomar parte en la insurrección.

## Vida política
MacNeill fue liberado de prisión en 1917 y resultó elegido MP por las circunscripciones de la National University of Ireland y Londonderry City por Sinn Féin en las elecciones de 1918. En línea con la política abstencionista de Sinn Féin, MacNeill rechazó ocupar su escaño en la Cámara de los Comunes en Londres y se sentó en cambio en el recién creado Dáil Éireann en Dublín, donde fue nombrado Secretario de Industria en el segundo ministerio del Primer Dáil. Fue miembro  del Parlamento de Irlanda del Norte por Londonderry entre 1921 y 1925, a pesar de que nunca ocupó su asiento. En 1921, apoyó el Tratado anglo-irlandés. En 1922, formó parte de la delegación pro-Tratado que asistió a la Convención de la raza irlandesa en París. Tras el establecimiento del Estado Libre Irlandés, ocuparía el cargo de Ministro de Educación en su segundo gobierno provisional, el tercer Dáil.
En 1923, MacNeill, un internacionalista comprometido, fue un miembro clave del equipo diplomático que supervisó la entrada de Irlanda en la Sociedad de las Naciones.
La familia de MacNeill se dividió como consecuencia del tratado. Uno de sus hijos, Brian, tomó partido en contra del Tratado y fue muerto en circunstancias no aclaradas cerca de Sligo por tropas Estatales Libres durante la guerra civil irlandesa en septiembre de 1922. Dos de sus otros hijos, Niall y Turloch, así como sobrino Hugo MacNeill, sirvieron en el Ejército del Estado Libre. Uno de Eoin  hermanos, James McNeill, era el segundo y Gobernador penúltimo-General del Estado Libre irlandés.

## Comisión irlandesa de Fronteras
En 1924 se creó la Comisión Irlandesa de Fronteras para renegociar las fronteras entre Irlanda del Norte y el Estado Libre irlandés; MacNeill representó el Estado Libre irlandés. El 7 de noviembre de 1925, un diario británico conservador, The Morning Post, publicó un mapa filtrado mostrando que una parte del este del Condado de Donegal (principalmente el distrito de Laggan) sería transferido a Irlanda del Norte; lo contrario de lo que pretendían los objetivos principales de la Comisión. Quizás avergonzado por ese hecho, McNeill dimitió de la Comisión el 20 de noviembre y el 24 de noviembre como Ministro para Educación, aunque el cargo no guardaba relación con su trabajo en la Comisión.
El 3 de diciembre de 1925, el gobierno del Estado Libre acordó con los gobiernos en Londres y Belfast dejar de pagar su parte en la "deuda imperial" del Reino Unido a cambio de aceptar las fronteras aprobadas en 1920, desestimando la Comisión. Aquello enfadó a muchos nacionalistas y MacNeill fue objeto de muchas críticas, pero en realidad, él y la comisión habían sido relegados ante la importancia de la renegociación de la deuda. De todas formas, a pesar de sus dimisiones, el acuerdo intergubernamental de fronteras fue aprobado en el Dáil por 71 votos a 20 el 10 de diciembre de 1925, y MacNeill aparece votando junto a la mayoría. Perdió su escaño en el Dáil en las elecciones de 1927.

## Académico
MacNeill fue un importante experto en historia irlandesa, y uno de los pioneros en el estudio de las leyes de Brehon, ofreciendo a veces sus propias interpretaciones, en ocasiones teñidas de nacionalismo, y en ocasiones realizando traducciones al inglés. Fue también el primero en descubrir la naturaleza sucesoria de la monarquía irlandesa, y sus teorías constituyen los cimientos de la investigación actual.
Fue un colaborador del estudio de la RIA sobre la Isla de Clare, registrando los topónimos irlandeses de la isla. El 25 de febrero de 1911, entregó la dirección inaugural en "Educación Académica y Política Práctica" a la Sociedad Legal y Económica de la UCD. Sus desacuerdos y disputas con Goddard Henry Orpen, particularmente sobre el libre de este último, Ireland under the Normans generó controversia.
Fue Presidente  de la Royal Society of Antiquaries of Ireland de 1937 a 1940, y Presidente de la Real Academia de Irlanda  de 1940 a 1943.

## Vida posterior y Muerte
Se retiró completamente de la política y fue nombrado Presidente de la Comisión de Manuscritos irlandesa. Dedicó sus últimos años al estudio y publicó numerosos libros sobre historia irlandesa. MacNeill murió en Dublín por causas naturales, a los 78 años.

## Legado
Su nieto Michael McDowell sirvió como Tánaiste, Ministro de Justicia, Igualdad y Reforma Legal, TD y Senador. Otro nieto, Myles Tierney, fue miembro del Consejo de Condado del Dublín, donde fue el azote de Fine Gael látigo en el Consejo.

## Trabajos
- Ireland Before Saint Patrick (1903)
- Duanaire Finn: the book of the lays of Fionn (1908)
- Early Irish population groups: their nomenclature, classification and chronology (1911)
- The Authorship and Structure of the Annals of Tigernach (1913)
- Phases of Irish history (1919)
- The Irish law of dynastic succession (1919)
- The Case for an Irish Republic (1920)
- Celtic Ireland (1921)
- History of Ireland: Pre-Christian times to 1921 (1932)
- Saint Patrick, Apostle of Ireland (1934)
- Early Irish laws and institutions (1935)
- The Irish Nation and Irish culture (1938)
- Military service in Medieval Ireland (1941)